# Daniel Puente Encina
Daniel Puente Encina (Santiago de Chile, 1965) es compositor, cantante, guitarrista, productor, compositor de música para cine y actor chileno conocido por sus proyectos musicales, como los antifascistas Pinochet Boys de Santiago de Chile, Niños Con Bombas de Hamburgo y Polvorosa de Barcelona, España, donde reside actualmente.

## Biografía

### Educación y carrera
Comenzó su carrera musical como autodidacta a los cuatro años de edad. Al cumplir los doce, su padre le regaló una guitarra y una hora de clase. Como adolescente estudió Musicología y Sociología en la Universidad de Chile.

### Los Pinochet Boys(1984-1987)
En su tierra natal Chile más conocido como "Daniel Puente" o "Dani Puente", fundó junto a unos amigos el grupo rebelde y antifascista New Wave-Post-Punk llamado Los Pinochet Boys en Santiago de Chile a mediados de los 80, en una de las fases más represivas de la dictadura de Augusto Pinochet. Su primer grupo musical formó parte de la revolución chilena como recogen varios libros, documentales y el cuarto capítulo de la serie de televisión Los 80.
En 1984, Carlos Fonseca, amigo del grupo y presentador del programa Fusión contemporánea en Radio Beethoven de Santiago de Chile, les ofreció un contrato discográfico con la compañía discográfica Fusión de su padre Mario Fonseca, bajo la condición de cambiar el provocativo nombre de la banda; pero los rebeldes adolescentes se negaron rotundamente a ello. Más tarde, el contrato discográfico se ofreció a Los Prisioneros. Los conciertos clandestinos de los Pinochet Boys solían ser interrumpidos a los pocos minutos por la policía, desatando pronto un movimiento juvenil en la capital chilena. Los cuatro integrantes fueron perseguidos, acosados y amenazados por su estilo irreverente y sus actuaciones salvajes. A menudo les detenían solo por llevar el cabello teñido. En 1987, tras solo tres años de actividad, los Pinochet Boys fueron extraoficialmente obligados por el régimen militar a abandonar el país. Después de seguir casi dos años con conciertos autoorganizados, con giras, entre otros, con Os Inocentes y Plebe Rude en Brasil y con Todos Tus Muertos en Argentina, el grupo regresa a su país para implicarse activamente en la campaña del No en el plebiscito de 1988, que puso punto final a la dictadura de Pinochet.
Como único testimonio musical quedaron dos grabaciones en casete: Botellas contra el pavimiento/En mi tiempo libre y La música del general/Esto es Pinochet Boys, que han sido copiadas numerosas veces desde hace décadas. En 2012, la discográfica Hueso Records publicó ambas canciones masterizadas por Milo Gomberoff para producir un vinilo de 7 pulgadas en una edición limitada de 500 unidades bajo del nombre Pinochet Boys.

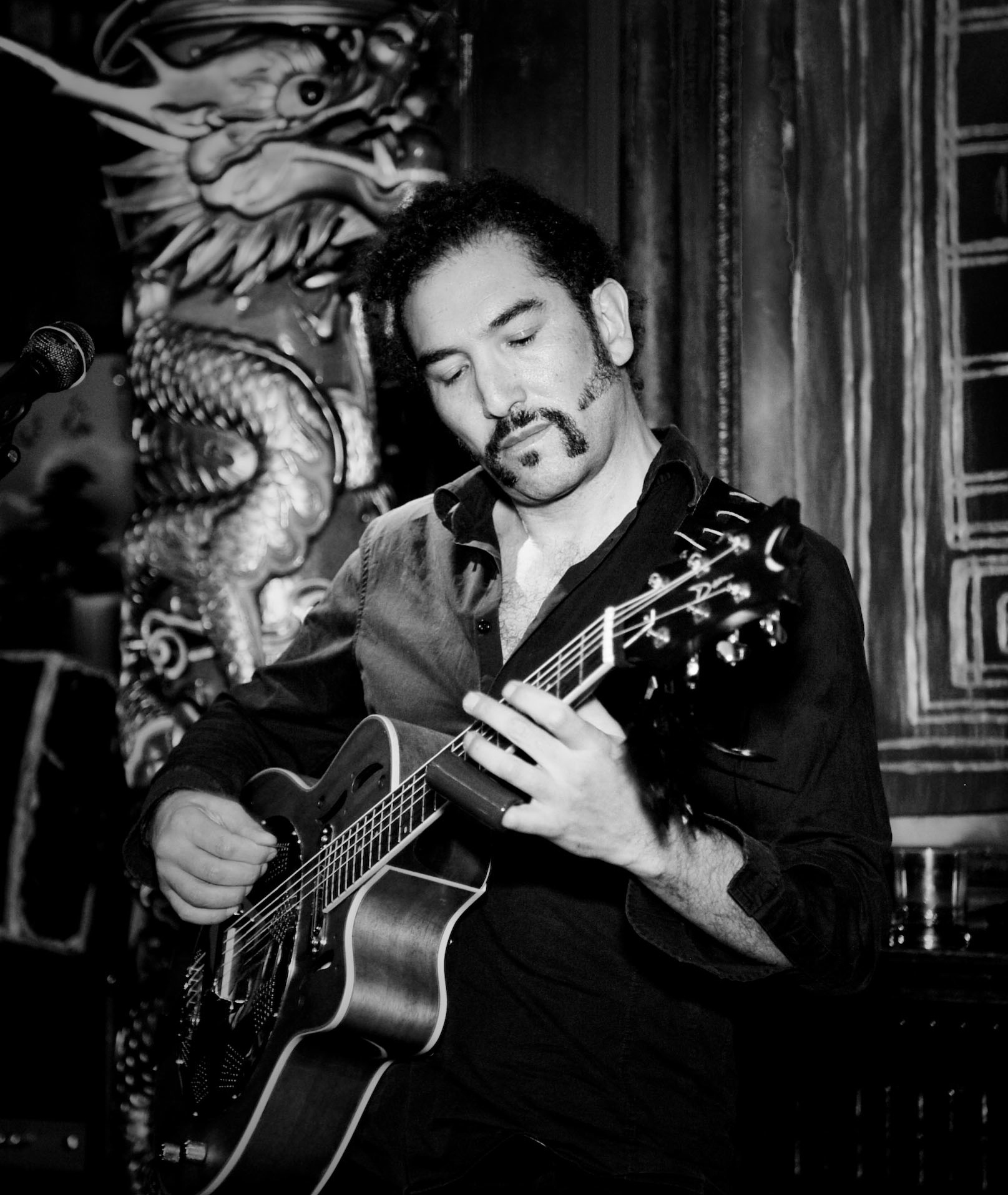
Daniel Puente Encina con su guitarra Dobro (2013). Foto: Roger Askew

### Niños Con Bombas(1994-1999)
En 1989, tras de viajar por Europa, "Daniel Puente" se mudó a Berlín Oeste pocos meses antes de la caída del muro. Allí hizo amistad con los músicos de los Einstürzenden Neubauten, que más tarde le abrirían las puertas para su primera gran gira.
Tras la caída del muro de Berlín, Puente Encina se estableció en Hamburgo donde fundó el grupo multicultural de Chile, Brasil y Alemania Niños Con Bombas en 1994. Acompañado del bajista brasileño Alexander José Menck y el baterista alemán Norman Jankowski se movió por la escena independiente de la llamada Hamburger Schule y compartió los escenarios con diferentes bandas como Tocotronic, "Blumfeld" o "Die Goldenen Zitronen".
En 1995, "Niños Con Bombas" fue galardonado con el John Lennon Talent Award y firmó contratos con las discográficas Intercord (Stuttgart), Potomak y con el sello discográfico alternativo latino, Grita! Records (Nueva York) fundado por Jay Ziskrout, el batería original de Bad Religion. Niños Con Bombas publicó dos álbumes: Niños Con Bombas de tiempo en el momento de la explosión (1996) producido por Chris Rolffsen y El Niño (1997) producido por Thies Mynther. Después del lanzamiento del primer álbum se unió la multiinstrumentista e ingeniera de sonido alemana, Tina "Trillian" Bartel. Niños Con Bombas se dio a conocer con canciones como Skreamska o Postcard en Europa, Sudamérica y EE. UU. donde en 1997 realizó una gira con conciertos en Nueva Jersey, Boston, Filadelfia, Washington, Virginia, Nueva York, Los Ángeles y San Francisco. En 1998, Niños Con Bombas se presentó ante 90 000 espectadores en el Rock al Parque-Festival de Bogotá y en 1999 en el South by Southwest (SXSW) Music Festival de Austin sobre que The New York Times comentaría posteriormente que "una de las actuaciones más interesante había sido Niños Con Bombas". En Sudamérica Puente Encina giró con su grupo por países como Chile, Argentina, México, Brasil y Colombia y presentó su alternativo Latin Jazz-Ska-Rock en Europa como telonero de Einstürzende Neubauten.
En 1999, Niños Con Bombas se mudó a Los Ángeles para poco después disolverse por discrepancias internas.

### Polvorosa(2000-2011)
En el año 2000, Daniel comenzó a actuar y producir bajo del nombre de "Polvorosa" en Barcelona, España. Cambió nuevamente la dirección musical y creó un nuevo estilo: el Latin-Electro-Clash, más tarde también denominado como Electro latino. Junto con los alemanes Tina "Trillian" Bartel, multiinstrumentista e ingeniera de sonido, y el baterista Norman Jankowski, ambos integrantes de su grupo anterior Niños Con Bombas recorrió como "Polvorosa" Europa y, como telonero de Chambao y Ojos de Brujo, toda la península ibérica. En 2004 publicó el álbum Radical Car Dance. El cineasta alemán Marten Persiel, creó dos videos para las canciones; Behind de mi House y El Amor Se Demora. 
Behind de mi House se dio a conocer a nivel mundial porque el vídeo que la acompaña ganó el premio Mondosonoro / Cydonia films en el concurso de cortometrajes de Fox TV en el Festival Cinemad '03 y fue elegido por MTV Music Television para la compilación en DVD de "Los Vídeos Mas Espectaculares" de 2004. El Amor Se Demora, un encargo del director de cine Turco-Alemán Fatih Akin para su roadmovie Im Juli (En julio), abre y cierra el disco Radical Car Dance. Uwe Schmidt alias Atom Heart, Atom™ o Señor Coconut creó el Remix El Amor Se Demora (Atom™ Mix) para el final del disco. El Bonus track Not here fue otro encargo de Fatih Akin para su multi-premiado éxito cinematográfico Contra la pared (película)" del cine dramático,  (2004).
En 2009 Daniel Puente Encina abandonó los componentes electrónicos para optar por una energía más natural y conseguir un sonido más orgánico. El resultado fue una mezcla de Latin, Rock desértico, Jazz y World Fusion. Daniel Puente Encina fue elegido por el instituto español Instituto Cervantes de Tel Aviv para realizar una serie de conciertos en Israel en 2011.

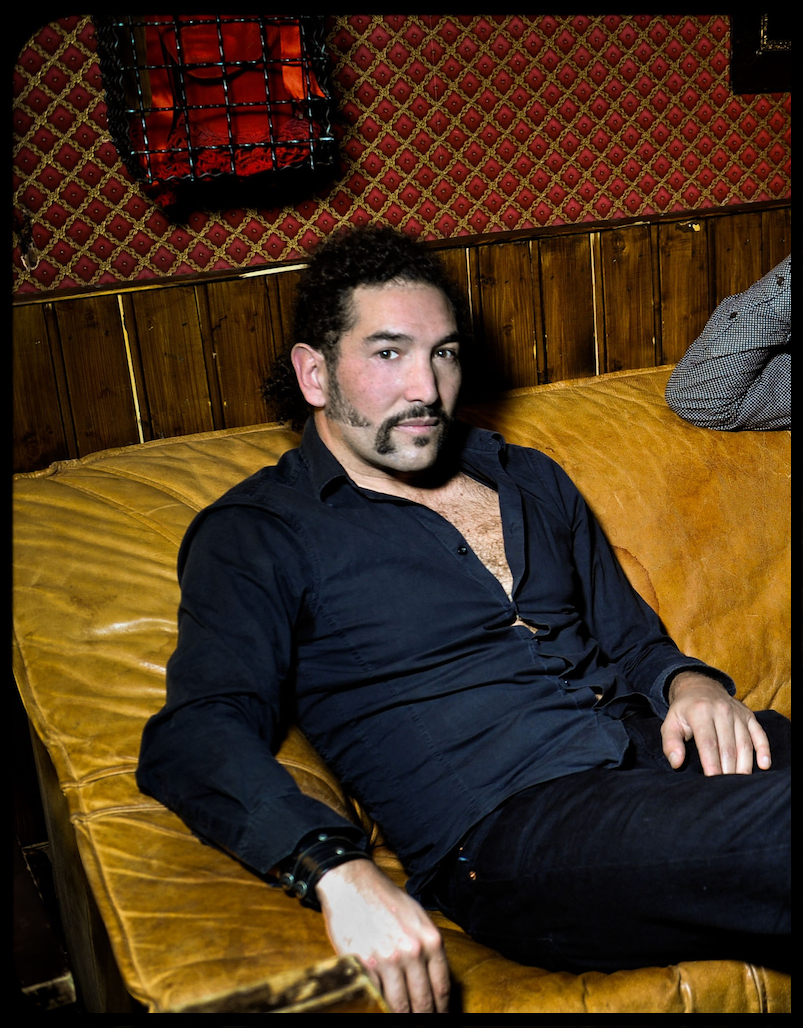
Daniel Puente Encina Backstage White Trash Club, Berlín (2013), Foto: Roger Askew

### Carrera solista (desde 2012)
En 2012, Daniel Puente Encina grabó su primer álbum bajo su propio nombre: Disparo, con base de Blues caribeño que destaca por su minimalismo en la instrumentación. Aparte de nueve composiciones nuevas el álbum contiene una versión actual de “Botellas contra el pavimento” como homenaje personal a su primer grupo musical, "Los Pinochet Boys". Lanzó el álbum en primavera de 2012 y lo presentó en su tierra natal Chile, con posterior gira por España, Alemania y Dinamarca.
En 2013 antes de seguir con su gira alemana apoyado por el instituto catalán Institut Ramon Llull, invitó al estudio a Mónica Green cantautora de Soul-Neoyorquina, nieta de Margaret „Maggie“ Price de The-Cabineers para participar en una grabación de nuevas versiones de Lío y Mike Tyson, ambas canciones de su último trabajo discográfico para darle al coro un toque Motown.
En julio de 2014, Daniel Puente Encina lanzó su cosmopolita y orquestal Chocolate con Ají (ají = chile), su segundo trabajo publicado bajo su propio nombre, una mezcla de géneros que describió en su página web como "“Best Of” personal, una compilación de 14 canciones, sus composiciones favoritas, hasta ahora inéditas, con mucha variedad de estilos, donde se encuentran música sudamericana, Rhythm’n Blues y ritmos caribeños en total armonía." Presentó el álbum en Dinamarca, en el Copenhagen Jazz Festival, en Alemania e Italia y en 2015 inició otra gira por Europa. Daniel Puente Encina fue invitado por el Centro Nacional de Música Popular del Instituto Cubano de la Música de presentarse con cuatro actuaciones en el 31 Habana International Jazz Festival Jazz Plaza en Cuba en diciembre de 2015.
En 2016 publica el video Freire creado por el ilustrador chileno Cristián Montes Lynch. El sencillo forma parte del álbum Chocolate con Ají y hace referencia al Día Internacional de los Trabajadores.
En 2017 graba una versión a piano de su clásico de smooth-jazz Odd Desire con el organista y pianista mallorquín "Llorenç Barceló".
El 14 de junio de 2019 publicó Sangre y Sal, su tercer álbum solista con 11 temas"inspirado en la huella que ha dejado Àfrica en la música criolla de Chile, Perú y Argentina".
En noviembre de 2019 Daniel Puente Encina ha sido galardado con el premio The Lukas 2019, (The Latin UK Awards), Runner Up en la categoría "European Jazz/Folk Act of the Year”.

### Influencias y estilo
Daniel Puente Encina creó y recreó diferentes estilos musicales. En su etapa de Pinochet Boys presentó una mezcla de New Wave y Post-Punk. 
En Niños Con Bombas combinó Latin, Jazz, Ska y Rock con elementos Punk.
En 2000 Puente Encina inventó bajo del nombre Polvorosa un nuevo estilo que denominó "Latin-Elektro-Clash" que más tarde se establece como Electro latino. En 2004, publicó Radical Car Dance, álbum pionero del Electro Latino, que fusiona géneros como Música electrónica, Rock, Pop, Alternative, Funk, R&B, Hip Hop, Música psicodélica, Soul, Folklore, Samba, Zamba, Cumbia, Cha-cha-cha, Música Contemporánea y Baladas.
Disparo, de 2012, es un álbum minimalista con fondo de Blues que combina R&B, Son cubano, elementos de Reggae y Bolero con ritmos africanos y afroperuanos. En su álbum Chocolate con Ají de 2014 mezcló influencias de música sudamericana, Rhythm and Blues y música caribeña donde se puede escuchar desde Boogaloo Blues, 60 Latin Soul, Samba Funk, Latin Rap hasta Dixie Country Ska, Slow Swing así como baladas Indie-Cubanas. A estas creaciones las llama, de acuerdo con su página web, „Furious Latin Soul“, "Dirty Boogaloo", „Rebel Tango“ y „Dixie Country Ska“. Sangre y Sal de 2019 destaca por su mezcla orgánica con ritmos afroperuanos con pinceladas de Flamenco, Vals Peruano, Zamba, Guaguancó, Cueca, Latin Swing y Boleros. El álbum se considera como homenaje a la música latinoamericana "inspirado en la huella que ha dejado África en la música criolla de Perú, Argentina y por supuesto Chile, su país de origen.".
Daniel Puente Encina canta preferentemente en español, pero hace uso de la mezcla de diversas lenguas en sus letras. En Niños Con Bombas escribió canciones como Ton Ego n’est pas toi donde cantó parte de la letra en francés. Con Polvorosa cantó en Portuñol, mezcla de Portugués y Español y también tanto en Inglés como en Español, incluso también en Espanglish, mezcla de español e inglés utilizada mayoritariamente por la comunidad latina en Estados Unidos.
Toca diversas guitarras en el escenario donde cambia a menudo durante sus conciertos entre su Dobro, una guitarra con resonador, su guitarra eléctrica Höfner de 1962 y su guitarra clásica Camps.
Desde 2018 Daniel Puente Encina pertenece oficialmente a la parrilla de artistas de Godin Guitars de Canadá en Alemania y se presenta con una guitarra Godin Multiac Grand Concert Duet Ambiance, un híbrido entre guitarra eléctrica y guitarra acústica.

### Film scores, film y TV
En los años 1990, Niños Con Bombas llamó la atención del director de cine Turco-Alemán Fatih Akin, quien contactó con Daniel Puente Encina y marcó el inicio de un largo trabajo conjunto. Las composiciones de Puente Encina Cocomoon y Nunca Diré fueron parte de la banda sonora de Short Sharp Shock (Corto y con filo), cine policíaco de Fatih Akin.
Más tarde, Puente Encina compuso canciones como El Amor se demora o Ramona para el Akin Roadmovie En julio (2000), en la cual realizó un cameo con Niños Con Bombas interpretando la canción Velocidad. Not here la escribió para el multi-premiado éxito cinematográfico Contra la pared (película)" del cine dramático,  (2004).
En 2012 Daniel Puente Encina fue entrevistado durante su gira en Chile por Joe Vasconcellos para el documental sobre Jorge González (cantante): El baile de los que sobran como también por Alfredo Lewin para el programa Red Hot Chilean People del canal de televisión Vía X donde también interpretó cinco canciones en directo. Lewin entrevistó a Puente Encina ya anteriormente en los años 90 como videojockey para MTV Latinoamérica en Miami, EE. UU.
En abril de 2015 Daniel participó como actor secundario como "Sadler", visitante del congreso PEN Internacional en Buenos Aires, en el rodaje de la película Stefan Zweig: Adiós a Europa (Vor der Morgenröte) de Maria Schrader, premiada por los European Film Awards ("Premio People's Choice a la mejor película europea" para Maria Schrader), Bavarian Film Awards (Maria Schrader como mejor director), "Preis der deutschen Filmkritik" (Josef Hader como mejor actor),  (Wolfgang Thaler por mejor fotografía) y "Österreichischer Filmpreis" (Monika Fischer-Vorauer y Andreas Meixner por mejor maquillaje) en 2017. En 2016, la película narrativa fue nominada para el "Deutscher Filmpreis" (German Film Awards, también llamada Lola Awards) en dos categorías: Maria Schrader como Mejor director y Barbara Sukowa como mejor personaje secundario femenino. En el mismo año Maria Schrader fue nominada por el Premio Variety Piazza Grande del Festival Internacional de Cine de Locarno.
En 2017, la película fue nominada por los European Film Awards (Josef Hader como mejor actor europeo), "Österreichischer Filmpreis" (Josef Hader como mejor actor), Festival Internacional de Cine de Palm Springs (FIPRESCI Premio para Maria Schrader por mejor película en lengua extranjera), "Preis der deutschen Filmkritik" (Maria Schrader por mejor película, Maria Schrader y Jan Schomburg por mejor guion, Aenne Schwarz como mejor actriz) y por el "Júpiter-Award" (Josef Hader como mejor actor alemán).

## Discografía

### Pinochet Boys
- 2012 - Pinochet Boys, 7" Vinyl

### Niños Con Bombas
- 1996 - Niños Con Bombas de tiempo en el momento de la explosión (Álbum)
- 1997 - El Niño (Álbum)
- 1998 - Short Sharp Shock (Corto y con filo), película del cine policíaco de Fatih Akin, (Canciones "Cocomoon" y "Nunca Diré": Banda sonora original)
- 1998 - Rolling Stone New Voices, Vol. 21 (compilación)
- 1999 - Elektro Latino Vol.1 (compilación)
- 2000 - En julio, road movie alemana-turca de Fatih Akin, (Canción "Ramona": Banda sonora original / Cameo: "Velocidad" en directo)
- 2004 - Contra la pared (película), Alemán: "Gegen die Wand", multi-premiada película del cine dramático de Fatih Akin, (Canciones "Postcard" y "Cocomoon": Banda sonora original)

### Polvorosa
- 2000 - "Popkomm Sampler" (compilación)
- 2000 - En julio, road movie alemana-turca de Fatih Akin, (Canción "El amor se demora": Banda sonora original)
- 2004 - Contra la pared (película), Alemán: "Gegen die Wand", multi-premiada película del cine dramático de Fatih Akin, (Canción "Not here": Banda sonora original)
- 2004 - Radical Car Dance (Álbum)
- 2004 - "Electronic Latin Freaks" (compilación)
- 2004 - "Barcelona Raval Sessions" (compilación)
- 2006 - "Sex, City, Music: Barcelona" (compilación)

### Álbumes como solista
- 2012 - Disparo (Álbum)
- 2014 - Chocolate con Ají (Ají = chile) (Álbum)
- 2019 - Sangre y Sal (Álbum)

### Sencillos
- 2013 - Mike Tyson Radio Mix (con Mónica Green)
- 2013 - Lío Radio Mix (con Mónica Green)
- 2016 - Freire (videoclip creado por el ilustrador chileno Cristián Montes Lynch)
- 2017 - Odd Desire Piano Version (con el pianista mallorquín Llorenç Barceló)
- 2019 - Love is the only sound
- 2019 - Frente al mar
- 2019 - Bipolar
- 2019 - Falta de ti

## Filmografía selecta
| - 1998 - Short Sharp Shock (Corto y con filo), película del cine policíaco de Fatih Akin, (Canciones "Cocomoon" y "Nunca Diré": Banda sonora original). Compositor del film score. - 2000 - En julio, road movie de Fatih Akin. Cameo con Niños Con Bombas in Fatih Akin's road movie. (Canciones "Velocidad" tocada en vivo, cameo con Niños con Bombas, "El amor se demora" y "Ramona": Banda sonora original). Compositor del film score. - 2004 - Contra la pared (película), Alemán: "Gegen die Wand", multi-premiada película del cine dramático de Fatih Akin, (canciones "Not here" de Polvorosa, "Postcard" y "Cocomoon", ambas de Niños Con Bombas: Banda sonora original). Compositor del film score. - 2015 - Vor der Morgenröte de Maria Schrader Actor segundario como "Sadler", visitante del congreso. - 2011 - "El documental de Pinochet Boys". Documental, Chile. Primera emisión: 22 de junio de 2011. Producido por: Nuez TV. - 2012 - "Red Hot Chilean People: Daniel Puente Encina". Entrevista con Alfredo Lewin y presentación de 5 canciones en directo. Primera emisión 28 de mayo de 2012 en VIA X HD, Chile. - 2012 - "El baile de los que sobran". Documental musical sobre Jorge González (cantante). Chile, serie de televisión: Doremix con Joe Vasconcellos, Guion: Cristián Freund, Fernando Fuentes, Rodrigo Sepúlveda, Dirigido por Werner Giesen, Rodrigo Sepúlveda, Producido por: CNTV, Zoofilms, primera emisión: 9 de septiembre de 2012 en TVN, TV Chile |

## Premios, nominaciones y galardones
- 1995 John Lennon Talent Award para Niños Con Bombas
- 2003 Premio Mondosonoro / Cydonia films en el concurso de cortometrajes de Fox TV en el Festival Cinemad '03 para el videoclip “Behind de mi House” de Polvorosa. Artdesign de Marten Persiel
- 2004 MTV Music Television España "Los Vídeos Mas Espectaculares 2004", DVD 04-XXI-85. Videoclip “Behind de mi House” de Polvorosa. Artdesign de Marten Persiel
- 2019 The Lukas, Premios Latinos del Reino Unido (Latin UK Awards), Runner Up Award en la categoría "European Jazz/Folk Act of the Year" (Acto Jazz/Folk europeo del año)